# The Legend of Zelda
Легенда о Зелди  је фантастична акционо авантуристичка видео игра креирана од стране јапанских дизајнера Shigeru Miyamoto и Takashi Tezuka. Дизајнирана и објављена од стане  Нинтендо, Capcom , Vanpool и Grezzo. Серијал игара садржи елементе акција, авантура и загонетки. Легенда о Зелди је једна од најпознатијих франшиза Нинтенда.
Серијал се базира на Линку, главном протагонисту. Линку је обично задато да спаси принцезу Зелду и краљевину Хируле од Ганона, који је главни антагонист серијала, међутим, различити параметри и антагонисти су се појавили у неколико наслова. Радња игре често укључује реликвију, познату као Triforce, сет од три свемогућа златна троугла. Главни лик у свакој игри обично није једна иста инкарнација Линка, али неколико изузетака постоје.
Пошто је објављена Легенда о Зелди 1986. године, серијал се проширио и сада обухвата 18 делова на свим Нинтендо основним играчких конзола.

## Преглед

### Преглед игре
Легенда о Зелди садржи мешавину пузла, акције, авантуре, борби и истраживања. Ови елементи остају непромењени током серије, али са додатним описима и допунама учествују у свакој новој игри. Касније серије игара укључују стелт-игре у којој играч мора да избегне непријатеље током проласка нивоа, као и тркачке елементе. Иако игра може да се пређе са не много истаживања и рађења споредних задатака, играч је често награђен корисним стварима или повећаном способношћу, што олакшава у решавању загонетки и откривању сакривених места. Неке ствари су константне и појављују се много пута током серије (као што су бомбе и бомбе цвеће, које могу да се користе као оружје за отварање блокираних или скривених врата; бумеранг, који може да убије или парализује непријатеља; кључеви за закључана врата, магични мачеви, штитови, лукове и стреле), док су друге јединствене по игри.
Свака игра у главном Зелда серијалу се састоји из три основне секције:  Отворени простор, у ком је кретање мултидирекционо, омогућавајући играчу  слободу кретања; дестинације као нпр. насеља и градови, пећине, и тајне собе у којима се одиграва комуникација када играч добија посебне ставке или савете; и тамница, лавиринт, обично подземни, обухвата широк спектар сложених непријатеља, бос (главни непријатељ, газда) и предмете. Свака тамница по правилу, има један значајан елемент, који служи да реши много загонетки у тој тамници и, често, игра кључну улогу у победи самог газде, као и да се напредује у игри. Скоро у свакој Зелда игри, пут до тамнице се открива мапом, која показује изглед тамнице и чаробним компасом који показује локацију важних и малих ствари, као што су кључеви и опрема. Новије игре укључују посебни "велики кључ", који отвара врата тамнице газде и отвара сандук с опремом.
У већини Зелда игара, играчеви животни поени су представљени у облику линије срца. Поени се обнављају на различите начине, нпр. сакупљањем срца, побеђивањем непријатеља, помоћу вила или извора, који се налазе на одређеним локацијама, или уз помоћ напитка. У већини игара, „пакет срца" се као награда добије за победу над последњим газдом у тамници и „комадићи срца" за обављање неких споредних задатака, или се налазе у скривеним сандуцима. Пакет срца продужава линију срца за једно срце. Исто толико допуњују и четири сакупљена комадића срца.
Игра је прва успоставила нове функције који су касније постали стандарди.. Оригинална ЛегенДа о Зелди је била прва виедо игра са функцијом меморисања, што је омогућило играчима да паузирају игру и наставе касније. Легенда о Зелди: окаrina времена увОди систем за навођење, што поједноставља 3Д борбе.

## Ликови

### Линк
Главни лик Легенде о Зелди серијала, Линк је име различитих младих људи, који карактеристично носе зелену тунику и шиљату капу. У већини игара, играч може Линка назвати другачије пре почетка авантуре, и име ће бити прослеђено и свим системским ликовима (НПЦ). Линк често уз име има и посебне називе, као што су "јунак времена", "јунак Ветрова" или "јунак изабран од богови". Линк је леворук, осим у два случаја. У  wii верзији, Принцеза сумрака, због ,, ефекта огледала" који је подешен за упављање дешњацима. И  у верзији Небески мач из истог разлога. Као и многи главни ликови у игрма, Линк не говори, већ се може чути понеки узвик, мумлање или слични звуци. Упркос томе што није активан у дијалогу, Линк није нем, већ је приказан као тихи протагонист, тако да играчи могу имати своје замисли о томе како њихов Линк одговорити уместо стандардних, скриптованих, одговора.

### Принцеза Зелда
Принцеза Зелда је принцеза Хируле и чуварка реликвије Triforce of Wisdom. Њено име је присутно код могих њених женских предака и потомака. Иако је већини од њих потребна Линкова помоћ да их спаси од Ганона, она понекад игра споредну улогу у борби, користећи своје магичне способности и оружје, на пример, светлосне стрелице у помоћ Линку. Осим игара на ЦД-има (који нису били званичне Нинтендо игре), Зелдом се није могло управљати, све до верзије Spirit Tracks ( Трагови духова) , где она постаје дух и може да запоседне Фантомског витеза, који може управљати играч. Зелда се појављује под различитим другим надимцима и алтер его, укључујући Шеик (у Окарине времена) и Тетра (у The Wind Waker и Фантомски Пешчани сат). У  Небески мач, показано је да је Зелда у тој верзији реинкарнација богиње Хилија, чија моћ тече краљевском крвљу.Shigeru Miyamoto је искористио име „Зелда" од стране америчке књижевнице Зелде Фицџералд.

### Ганон
Ганон, такође познат као Ганондорф у  налик људском облику, је главни антагонист и коначни Бос (газда) у већини Зелда игара. Ганон је предводник расе пустињских ратника названих Герудо, који су у потпуности састављени од жена-ратница, осим једног мушкарца, који се рађа једном у сто година. Он је знатно већи од других људских ликова (НПЦ-а), али његов изглед варира од игре до игре. Његове зле намере, такође варирају од верзије до верзије, али најчешће покушава да отме принцезу Зелду и оствари доминацију на краљевством Хирула, а, вероватно и шире. Због тога он трага за Triforce реликвијом. Он често и поседује део реликвије који му обезбеђује део моћи. Међутим, то често није довољно да би остварио своју замисао, што га води употрагу за осталим деловима реликвије.  За резлику од Линка, Зелде и осталих ликова, Ганон је у већини верзија једна те иста особа. У свакој новој верзији борбе са њим су другачије. Он се бори користећи различите стилове. У верзији Небески мач, указује се да је Ганон реинкарнација злогг божанства познатог као Демис-смрт.